# Skander Mansouri
Pour les articles homonymes, voir Mansouri.
Skander Mansouri, né le 23 juillet 1995 à Tunis, est un joueur de tennis tunisien. 
Aux Jeux africains de 2019, il remporte la médaille d'or en double masculin avec son compatriote Aziz Dougaz (en).
Skander Mansouri représente la Tunisie en Coupe Davis, où il a un bilan de dix victoires et deux défaites.

## Carrière
Skander Mansouri fait ses débuts dans le tableau principal du circuit ATP à Winston-Salem en 2015, dans le tableau de double avec Christian Seraphim (en).
Il atteint le top 100 du classement ATP en double pour la première fois le 29 janvier 2024 après avoir remporté le titre avec Luke Johnson,.
Associé à Nicolás Barrientos, il est finaliste à Almaty en 2024, une première pour lui sur le circuit ATP, perdant contre Rithvik Choudary Bollipalli et Arjun Kadhe en finale,. Quelques semaines plus tard, associé à Ivan Dodig, il atteint une nouvelle finale sur le circuit principal, cette fois-ci à Belgrade, s'inclinant cette fois-ci face à Jamie Murray et John Peers.  

## Palmarès
| No | Date       | Nom et lieu du tournoi | Catégorie | Dotation    | Surface    | Vainqueurs                              | Partenaire         | Score              |          |
| -- | ---------- | ---------------------- | --------- | ----------- | ---------- | --------------------------------------- | ------------------ | ------------------ | -------- |
| 1  | 14-10-2024 | Almaty Open Almaty     | ATP 250   | 1 036 700 $ | Dur (int.) | Rithvik Choudary Bollipalli Arjun Kadhe | Nicolás Barrientos | 3-6, 7-63, [14-12] | Parcours |
| 2  | 03-11-2024 | Belgrade Open Belgrade | ATP 250   | 579 320 €   | Dur (int.) | Jamie Murray John Peers                 | Ivan Dodig         | 3-6, 7-65, [11-9]  | Parcours |

## Jeux africains

### Double 1 (1 victoire)
| Résultat  | Date         | Tournoi      | Surface      | Partenaire       | Adversaire                      | Score    |
| --------- | ------------ | ------------ | ------------ | ---------------- | ------------------------------- | -------- |
| Vainqueur | 29 août 2019 | Rabat, Maroc | Terre (ext.) | Aziz Dougaz (en) | Adam Moundir (en) Lamine Ouahab | 6–4, 7–5 |

## Parcours dans les tournois duGrand Chelem

### En double
| Année | Open d'Australie                                                                  | Open d'Australie | Internationaux de France                                                           | Internationaux de France                                                           | Wimbledon                                                                          | Wimbledon | US Open | US Open |
| ----- | --------------------------------------------------------------------------------- | ---------------- | ---------------------------------------------------------------------------------- | ---------------------------------------------------------------------------------- | ---------------------------------------------------------------------------------- | --------- | ------- | ------- |
| 2024  | —                                                                                 | —                | 2e tour (1/16) L. Johnson \|\| style="text-align:left;" \| H. Heliövaara H. Patten | 2e tour (1/16) N. Mahut \|\| style="text-align:left;" \| M. Granollers H. Zeballos | 2e tour (1/16) N. Barrientos \|\| style="text-align:left;" \| I. Dodig A. Pavlásek |           |         |         |
| 2025  | 2e tour (1/16) I. Dodig \|\| style="text-align:left;" \| H. Nys É. Roger-Vasselin |                  |                                                                                    |                                                                                    |                                                                                    |           |         |         |

N.B. : le nom du partenaire se trouve sous le résultat ; le nom des ultimes adversaires se trouve à droite.

## Classements ATP en fin de saison
| Année          | 2013 | 2014 | 2015 | 2016 | 2017 | 2018 | 2019 | 2020 | 2021 | 2022 | 2023 | 2024 |
| Rang en simple | 1263 | 1857 | 1271 | 1377 | 888  | 590  | 342  | 385  | 444  | 238  | 404  | 842  |
| Rang en double | 520  | 1147 | 1282 | 1157 | 736  | 684  | 216  | 263  | 274  | 216  | 130  | 56   |

Source : (en) Classements de Skander Mansouri sur le site officiel de la Fédération internationale de tennis